# Madeleine Bleau
Pour les articles homonymes, voir Bleau.
Madeleine Bleau, née Lavallée à Montréal le 22 octobre 1928, morte à Saint-Eustache (Québec) le 11 juillet 2014 , est une femme politique québécoise. Elle est la députée libérale de Groulx de 1985 à 1994. Elle est récipiendaire, en 2005, de la Médaille de l'Assemblée nationale.